# The Four Temperaments
The Four Temperaments, ou Theme and Four Variations (The Four Temperaments), est un ballet de George Balanchine sur une musique pour orchestre de Paul Hindemith. A l'origine conçue pour Léonide Massine, la partition est achevée pour une commande de Balanchine, qui la chorégraphie en un ballet sans intrigue, reposant sur la théorie des quatre humeurs.
La musique est jouée pour la première fois en public en 1943, Balanchine créant le ballet trois ans  plus tard. The Four Temperaments est sa première chorégraphie pour The Ballet Society, premier nom du New York City Ballet. La création a lieu le 20 novembre 1946, au Central High School of Needle Trades (en) de New York. Dans un premier temps mal accueilli par la critique, ce ballet est plus tard reconnu comme un chef-d'œuvre, régulièrement repris dans le monde entier.

## Contexte et conception
La partition d'Hindemith naît du succès de sa collaboration précédente avec Massine, Nobilissima Visione. Ils conçoivent ensemble un nouveau ballet d'après les peintures de Pieter Brueghel l'Ancien, avec une musique que le compositeur allemand envisage comme s'apparentant à une « Perséphone paysanne flamande ». Alors que Hindemith a déjà composé une part significative de la musique à partir du scénario de Massine, il perd confiance en celui-ci lorsqu'il conçoit un tout nouveau scénario en 1940. Le 26 avril 1940, Hindemith écrit à son éditeur, Willy Strecker chez B. Schott's Söhne, qu'il a « rompu » son partenariat avec Massine mais continue à travailler sur sa partition comme cela était prévu. Bien que cela ne soit pas définitivement établi, il est généralement admis que cette partition devient finalement The Four Temperaments. Le 4 novembre 1940, Hindemith écrit que la musique est « plutôt bonne et digne d'une meilleure cause ».

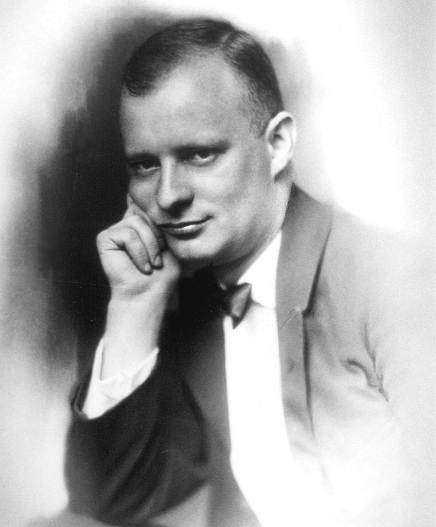
Paul Hindemith (1895-1963) en 1923.

George Balanchine commande cette composition à Hindemith pour son propre amusement, une façon de dépenser ses revenus provenant de son travail pour Broadway et Hollywood, espérant prendre plaisir à l'écouter et la jouer au piano. Approchant l'agent d'Hindemith  sur le coût d'une éventuelle commande, Balanchine apprend qu'il en aura pour 500 dollars, mais le compositeur allemand n'est pas immédiatement disponible. Un an plus tard, la première partie de la musique est envoyée au chorégraphe russe. L'oeuvre, Theme with Four Variations (According to the Four Temperaments), for string orchestra and piano, est jouée pour la première fois dans l'appartement de Balanchine, à Manhattan, sous la conduite d'Edvard Fendler, avec Nicholas Kopeikine au piano et un orchestre formé d'amis de Balanchine dont Nathan Milstein, Samuel Dushkin, Léon Barzin et Raya Garbousova.
Balanchine envisage d'utiliser cette musique pour un ballet en 1941, dans le cadre d'une tournée en Amérique du Sud de sa compagnie The American Ballet avec le soutien du Département d'État. S'intitulant The Cave of Sleep, avec Pavel Tchelitchev en charge des décors et costumes, ce projet est abandonné en raison de son coût et du refus d'Hindemith.
La musique est jouée pour la première fois en public en Suisse par le Musikkollegium Winterthur (de), sous la direction d'Hermann Scherchen, le 10 mars 1943. George Balanchine décide finalement de l'utiliser pour The Four temperaments, son premier ballet pour sa nouvelle compagnie, The Ballet Society (premier nom du New York City Ballet), co-fondée avec Lincoln Kirstein en 1946. Cette nouvelle compagnie ne propose à la vente que des abonnements et doit principalement proposer des créations. L'une des solistes lors de la création du ballet, Tanaquil Le Clercq, a tout juste 17 ans, ceci constituant son premier rôle comme danseuse professionnelle.
Les costumes conçus par Kurt Seligmann sont peu pratiques. Tanaquil Le Clercq les qualifie de « hideux et rendant claustrophobe à un point indescriptible ». Ils comportent une perruque avec une grande corne centrale semblable à celle d’une licorne, qu'elle décrit comme « très énervante », et incorporent également des ailes emprisonnant les doigts. À partir d'une reprise en 1950, ces costumes sont remplacés par d'autres plus pratiques, des justaucorps noirs pour les danseuses et des T-shirts blancs et des collants noirs pour les danseurs,.

## Chorégraphie et analyse
« [Ce ballet] est l'expression en danse et musique d'une ancienne idée que le corps humain se compose de quatre humeurs, ou tempéraments. Chacun de nous porte ces quatre humeurs, mais à différents degrés, et c'est de la prédominance de l'un d'entre eux que des types physiques et psychologiques — mélancolique, sanguin, flegmatique, et colérique —  proviennent […]. Bien que l’œuvre se fonde sur cette idée des quatre humeurs, ni la musique ni la danse n'en sont une interprétation spécifique ou littérale. La théorie des quatre humeurs est simplement le point de départ du travail du compositeur et du chorégraphe. »

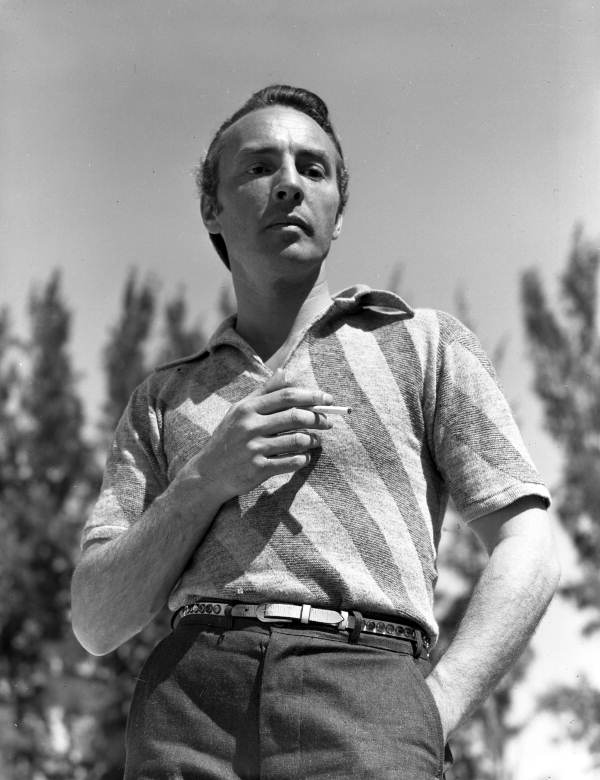
George Balanchine (1904-1983) en 1942.

The Four Temperaments, sous-titré Un ballet sans intrigue, est une œuvre abstraite, sans scénario et, comme le décrit le biographe Bernard Taper, « contraire à tout ce qui avait été vu dans le ballet auparavant ». La chorégraphie naît de la musique, mettant l'accent sur l'impulsion, le changement d'appui et le travail des pieds et des jambes, éléments qui deviendront une partie du vocabulaire chorégraphique de Balanchine pour ses œuvres modernes. Le ballet présente un thème et quatre variations d'après la théorie des humeurs : Melancholic, Sanguinic, Phlegmatic et Choleric.
Le ballet démarre par le thème, avec trois pas de deux successifs. Dans The Faber Pocket Guide to Ballet, le critique de danse Luke Jennings et l'ancienne principal dancer Deborah Bull le décrivent : « L'ambiance est pensive ; plusieurs motifs sont soigneusement développés, et au troisième pas de deux, la vitesse de la musique s'accélère. » La première variation, Melancholic, commence avec un danseur masculin. Sur ce solo, Bull et Jennings écrivent : « Ses mouvements sont articulés, plastiques et réfléchis, mais il est tellement terrestre et abject. Il cherche à s'évader, mais est emprisonné par sa fascination pour sa propre condition ». Le soliste est rejoint par deux solistes féminines, avant que quatre autres femmes n'entrent également sur scène. À la fin de cette section, l'homme courbe le dos.
La deuxième variation, Sanguinic, commence par un duo. Jennings et Bull  commentent : « Leurs pas et leurs portés sont éclairés par la clarté du matin, affamés et rapides. » La critique du New Yorker Arlene Croce note que le rôle féminin « est une spécialiste de l'allegro ; mais est aussi dans le personnage ». Ils sont ensuite rejoints par un corps de ballet de quatre femmes. La troisième variation, Phlegmatic, débute elle aussi par un solo masculin, que Jennings et Bull décrit comme  « très articulé, mais dont les conceptions élaborées n'aboutissent à rien en raison de son intense concentration intérieure ». Croce écrit que cette section est « indolente, tropicale, portée à la contemplation détachée, aux vices prétentieux ». La quatrième et dernière variation, Choleric, commence par un solo féminin, que Croce qualifie de « déesse en colère », rejoint ensuite par l'ensemble de la distribution. Le ballet se termine par une série de grands jetés.
Lors de cette première, le ballet n'est pas bien accueilli par la critique, qui le qualifie de « froid et déprimant », mais par la suite il sera considéré comme « un chef-d'œuvre ». En 1975, Croce écrit qu'il s'agit d'une « œuvre messianique, qui transmet encore aujourd'hui le sentiment d'une nouvelle compréhension brillante et audacieuse ». 
The Four temperaments est  considéré comme l'un des ballets  « noir et blanc » de Balanchine en raison des tenues des danseurs. Dans The Cambridge Companion to Ballet, Marion Kant souligne qu'en passant à des costumes plus simples, « Balanchine a déplacé l'attention du spectateur vers la danse elle-même et surtout vers le corps sans artifice et sa ligne naturelle, sa flexibilité, son agilité, sa force et sa soumission à la force qui est explorée avant tout dans The Four Temperaments ». Ce ballet en influence d'autres de style similaire chorégraphiés par Balanchine, notamment Ivesiana (en), Agon, Movements for Piano and Orchestra, ainsi que Concerto pour violon et Kammermusik No. 2 d'Igor Stravinski.

## Représentations

### Création
The Four Temperaments est créé le 20 novembre 1946 à l'auditorium de la Central High School of Needle Trades (aujourd'hui High School of Fashion Industries (en)) lors de la première représentation de la Ballet Society. La scène n'est qu'une surface surélevée, tandis que les cinquante musiciens jouent devant le public en raison de l'absence de fosse d'orchestre,, L'opéra de Ravel L'Enfant et les Sortilèges, également chorégraphié par Balanchine, est présenté le même soir. En raison de la politique d'abonnement de la compagnie, la presse n'est pas invitée, mais des critiques peuvent assister à la représentation, soit en achetant eux-mêmes un abonnement, soit, comme l'écrit Bernard Taper, en « se faufilant dans l'auditorium ».

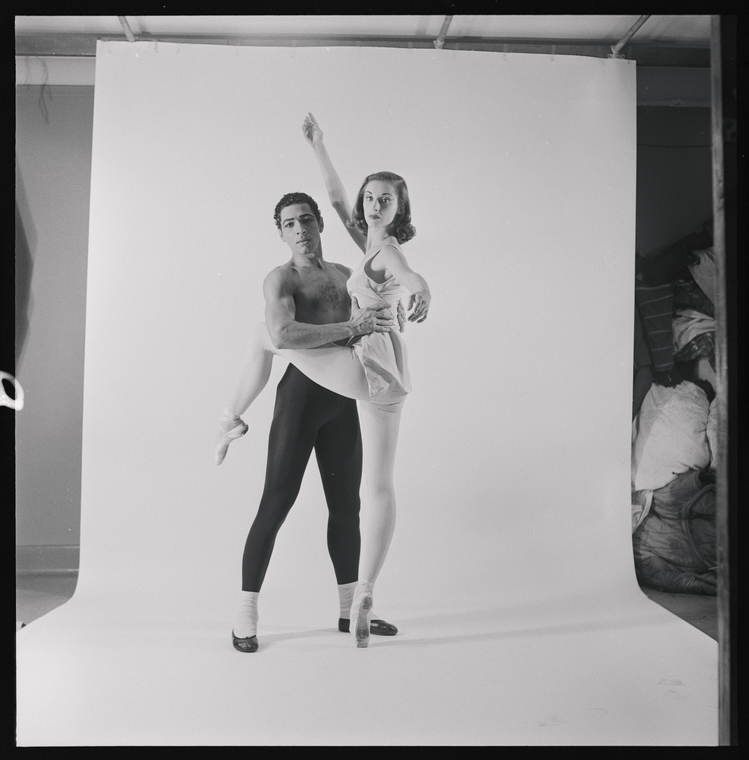
Tanaquil Le Clercq et Francisco Moncion en 1953.

| Section                          | Danseurs |
| -------------------------------- | --- |
| Thème                            | Beatrice Tompkins José Martinez Elise Reiman (en) Lew Christensen Gisella Caccialanza (en) Francisco Moncion |
| Première variation : Melancholic | William Dollar (en) Georgia Hiden Rita Karlin                                                                |
| Deuxième variation : Sanguinic   | Mary Ellen Moylan (en) Fred Danieli                                                                          |
| Troisième variation : Phlegmatic | Todd Bolender (en)                                                                                           |
| Quatrième variation : Choleric   | Tanaquil Le Clercq                                                                                           |

### Reprises

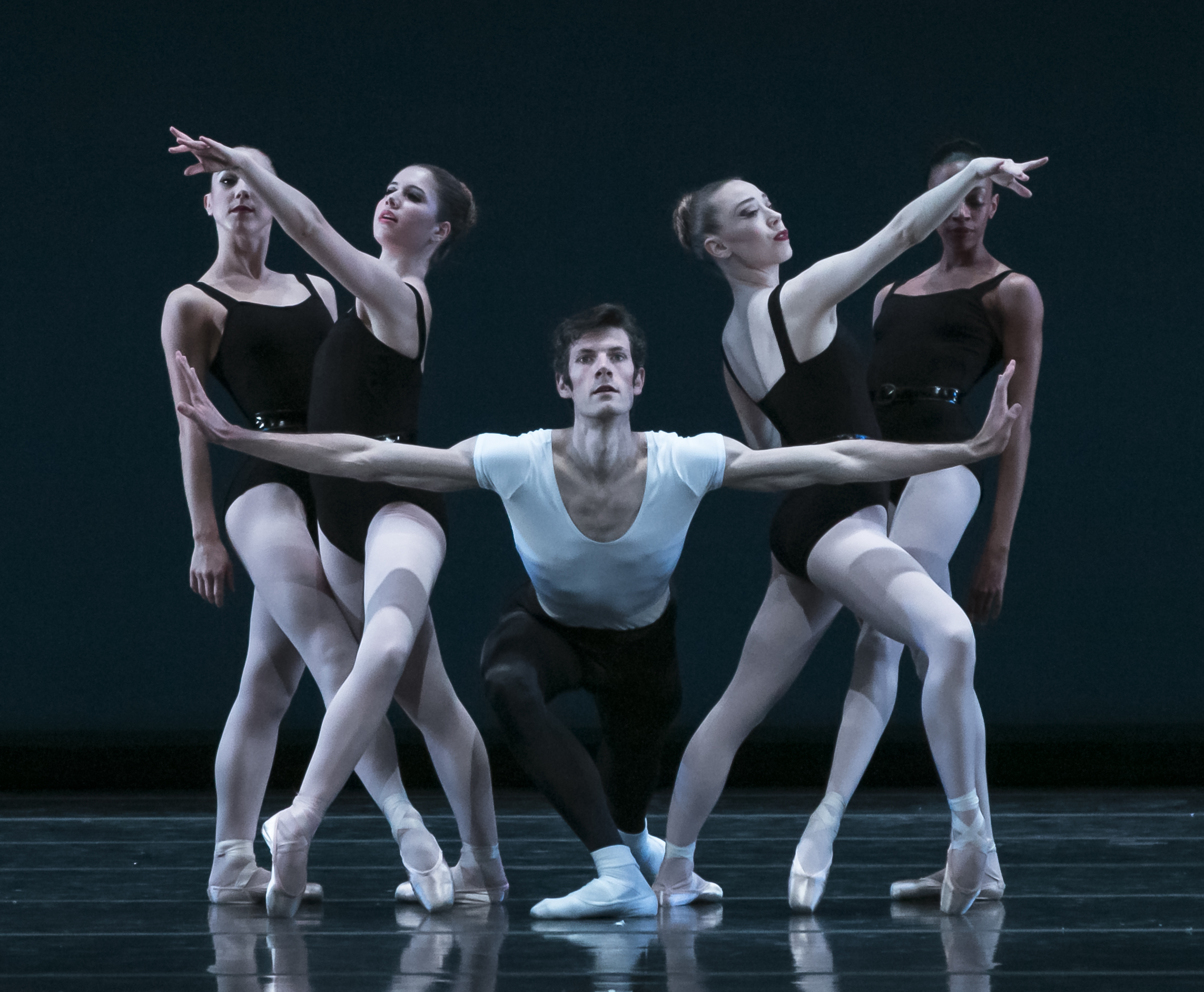
Extrait de Phlegmatic par le Kansas City Ballet (2015).

Le New York City Ballet, qui succède à la Ballet Society, reprend The Four Temperaments lors de l'une de ses premières représentations en 1948. D'autres compagnies interprètent le ballet, notamment le Ballet de l'Opéra de Paris, le Royal Ballet, le San Francisco Ballet, le Ballet national du Canada, le Ballet national des Pays-Bas, le Ballet d'État de Vienne (en), l'Australian Ballet, le Pacific Northwest Ballet (en), le Boston Ballet, le Houston Ballet, le Joffrey Ballet, le Pennsylvania Ballet, le Kansas City Ballet, et le Dance Theatre of Harlem.
Lors du festival « Balanchine: The City Center Years » en 2018, The Four Temperaments est interprété par le Joffrey Ballet. La School of American Ballet, l'école affiliée au New York City Ballet, inclut The Four Temperaments dans ses représentations d'atelier annuelles.

### Vidéographie
En 1977, Balanchine, qui souhaite depuis longtemps filmer des ballets, choisit The Four Temperaments comme premier choix pour l'émission Dance in America de la chaîne PBS. Parmi les danseurs qui participent à cette émission figurent Bart Cook, Merrill Ashley (en), Daniel Duell, Adam Lüders et Colleen Neary.